# کریمه (سوریه)
الکریمه (به عربی: کریمة) یک منطقهٔ مسکونی در سوریه است که در استان طرطوس واقع شده‌است. الکریمه ۳٬۴۶۱ نفر جمعیت دارد.